# Saint-Pargoire
Saint-Pargoire este o comună în departamentul Hérault din sudul Franței. În 2009 avea o populație de 1.976 de locuitori.

## Evoluția populației
| An        | 1975  | 1982  | 1990  | 1999  | 2006  | 2009  |
| --------- | ----- | ----- | ----- | ----- | ----- | ----- |
| Populație | 1.243 | 1.209 | 1.252 | 1.357 | 1.738 | 1.976 |